# Famille Vitali
La famille Vitali (ou Vidali, Olim. Vidal) est une famille patricienne de Venise, originaire de Thessalonique en Grèce.

## Historique
Cette famille s'établit dans la lagune en l’an 800 et y produisit des tribuns. Siégeant auparavant au Consilium Sapientes, elle était membre du Maggior Consiglio en 1297. Elle occupa des charges éminentes au sein du gouvernement et donna des procurateurs de Saint Marc, des ambassadeurs, des magistrats au Tribunal suprême de la Quarantia.
En 1572, le Gouvernement de la sérénissime république de Venise, accorda à Lorenzo Vitali qui s'était distingué dans la guerre contre les Turcs des fiefs dans l'île, alors vénitienne, de Zante. Inscrite au livre d'or de la noblesse de Zante en 1574, cette famille servie longtemps dans la Stradea vénitienne des îles du Levant.
À partir de l'effondrement de la république de Venise, en 1797, les Vitali jouèrent un rôle significatif dans la guerre d'indépendance grecque. En 1803, Ser Giovanni Vitali (noble de Zante), fut l'un des quatre premiers Sénateurs représentant l'île de Zante à l'assemblée constituante de la république aristocratique des Sept-Îles. Il avait épousé Elena Condostavlo (famille inscrite au livre d'or de la noblesse de Zante en 1578) dont il eut deux fils : Giorgio, né à Zante (1777), mort à Paris (1854) et Spiro qui devinrent les principaux acteurs du « parti français » visant à établir sur le trône de Grèce, le duc de Nemours, fils du roi des Français Louis-Philippe Ier. L'avènement, en 1832, d’un prince de la maison de Bavière (Othon Ier), mit fin à leur action politique. Proche du monarque français, Giorgio s’installa alors en France ou il fit souche. Alliances en France, dans les vicomtes et marquis de Flers, les comtes de Cholet, les marquis de Ploeuc, les comtes de Beauchamps.

## Filiation
Généalogie de la branche française
- - Giovanni Vitali, noble de Zante, Sénateur. En 1775, il épouse Elena Condostavlo (dont la famille est inscrite au livre d'or de la noblesse de Zante en 1578).
    - Giorgio Vitali (1776-1854), noble de Zante, épouse Elise d’Orquoy.
      - Giovanni Vitali (1823-1852), sans postérité.
      - Philippe Vitali (1830-1909), 1er prince de Sant’Eusebio, 2e comte Vitali à la mort de son oncle Spiro Vitali. Il épouse Marie Hortense Finet (fille de François-Joseph Finet et de Henriette Parent, nièce de Basile Parent[6]).
        - Marthe Elise Henriette Vitali (1858-1929), elle épouse le 7 février 1883 Adrien Maximilien de La Motte-Ango de Flers (1850-1918), vicomte de Flers, dont posterité.
        - Camille François Philippe « Georges » Vitali (1861-1925), comte romain en 1887[7], puis 2e prince de Sant’Eusebio et 3e comte Vitali, officier de la Légion d’honneur[8], Président de la Régie générale des chemins de fer. Il épouse Marguerite de Cholet, fille de Henri de Cholet (1830-1879), comte de Cholet et de Marie Charlotte du Pouget de Nadaillac, petite-fille de Jules de Cholet, comte-pair de France.
          - Philippe Henry Vitali (1888-1950), 3ème prince de Sant’Eusebio et 4ème comte Vitali. Il épouse Edwide de Borzewska, sans postérité.
          - Guy-Georges Vitali (1890-1892), mort en bas âge.
          - Raymonde Vitali (1891-1953), elle épouse le 20 mai 1911 Guy d’Oultremont, comte d’Oultremont (fils de Charles Jean d’Oultremont (1848-1917) et de Renée de Mérode (1859-1941)), dont postérité.
          - Pierre François Vitali (1892-1937). Il épouse Maria Casanova de Pioghjula, dont postérité des princes de Sant’Eusebio et comtes Vitali.

        - Thérèse Vitali, mariée le 3 septembre 1885 à Raymond Robert de Beauchamp (fils de Julien Robert de Beauchamp (1823-1861) et de Mathilde de Lanet (1833-1905)), dont postérité.

    - Spiro Vitali (1782-1852) noble de Zante, chef de la guerre d’indépendance de la Grèce, partisan de l’attribution de la couronne hellénique au duc de Nemours, fils de Louis Philippe Ier, comte Vitali par décret du roi Humbert Ier d’Italie. Il épouse Eleonora de Colloredo.
      - Elena Maria Vitali (1809-1888). Le 7 juin 1835, elle épouse Hyacinthe de La Motte-Ango de Flers (1803-1866), marquis de Flers, membre de la Cour des comptes[9], grand-père de Robert de Flers et arrière-grand-père de l’amiral Philippe Auboyneau.

## Personnalités
- Marino Vitali, procurateur de Saint Marc, mort en 1332,
- Luigi Vitali, ambassadeur de Venise près le roi de Hongrie Louis Ier, en 1358,
- Antonio Vitali, magistrat de la « Quarantia », la Cour suprême de l’État, en 1407,
- Giovanni Vitali, sénateur de la république des Sept-Îles, en 1800,
- Philippe Vitali Spiridion, comte Vitali, prince de Sant'Eusebio.

## Propriétés

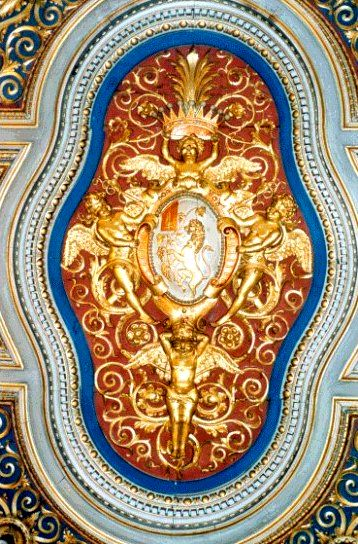
Le blason de la famille Vitali sur le plafond de la salle Raphaël du palais Vidoni Caffarelli

- Palais Vidoni Caffarelli, à Rome (Italie)[10] ;
- Hôtel Vitali, à Paris (France)[11] ;
- Château de Vigny, dans le Vexin français ;
- Château de Ham-sur-Heure, en Belgique ;
- Villa Fiorentina (Cannes) ;
- Villa Léopolda, à Villefranche-sur-Mer ;
- Villa Fiorentina, à Saint-Jean-Cap-Ferrat;
- Château de Saint Julien l'Ars ;
- Château de Cour-sur-Loire dans le Loir et Cher ;
- Château de Hémevez, dans la Manche ;
- Château de Frémainville dans le Val d'Oise ;
- Château de La Villaumaire en Touraine.

## Armoiries
| Image                        | Armoiries |
| ---------------------------- | --- |
|                              | Armes anciennes de la famille Vitali du XIIIe siècle jusqu'en 1797 \| \| \| De gueules à la bande d'or chargé d'un rameau de vigne de sinople ondoyant dans le sens de la bande. |
|                              | Armes de la famille Vitali de 1797 à 1887 De gueules à la bande d'or |
|                              | Armes de la famille Vitali de 1887 à 1907 D’argent au lion au naturel, la tête contournée, tenant de sa dextre un pampre tigé et feuillé de sinople, fruité de deux pièces de pourpre, au franc-canton de gueules chargé d’une épée aussi d’or (concession du roi Humbert 1er) Le rameau de vigne tenu par le lion est un rappel des précédentes armes de la famille Vitali. |
|                              | Armes de la famille Vitali de 1907 à nos jours Écartelées : 1° de gueules à la bande d'or (Vitali ancien) - 2° d'argent au lion contourné et lampassé de gueules tenant dans l'antérieure dextre un rameau de vigne, le tout au naturel, au franc canton de gueules chargé d'une épée d'or en pal (Vitali moderne) - 3° d'argent à la croix d'azur (symbole des révolutionnaires grecs lors de la guerre d'indépendance)- 4° de gueules à deux clefs passées en sautoir, la tête en bas, celle de dextre d'argent, celle de senestre d'or. (concession de S.S. le pape Pie X) Devise : « Nec Aspera Terrent » |
| Représentation du XVe siècle | Représentation du XVIe siècle |

À partir de la chute de Venise, en 1797, cette famille simplifia ses armes en supprimant le rameau de vigne figurant sur la bande de son blason.
Par décret du 29 mai 1887, le roi d'Italie Humbert Ier lui concéda de nouvelles armes, blasonnées ainsi : « d'argent au lion contourné et lampassé de gueules tenant dans l'antérieure dextre un rameau de vigne, le tout au naturel, au franc canton de gueules chargé d'une épée d'or en pal ». La commune de Vigny (val d'Oise, France), souhaitant honorer son action charitable, par une résolution du 26 janvier 1971, créa une rue Vitali et adopta les armes de ces derniers à titre d'armes municipales.
Depuis le 12 juin 1907, les armes de cette famille se blasonnent ainsi : « Écartelées : 1° de gueules à la bande d'or - 2° d'argent au lion contourné et lampassé de gueules tenant dans l'antérieure dextre un rameau de vigne, le tout au naturel, au franc canton de gueules chargé d'une épée d'or en pal - 3° d'argent à la croix d'azur - 4° de gueules à deux clefs passées en sautoir, la tête en bas, celle de dextre d'argent, celle de senestre d'or ». L'écu timbré d'une couronne comtale - Supports : à dextre et senestre, un lion contourné ailé, lampassé de gueules et auréolé d'or - . Le tout posé sur un manteau de gueules doublé d’hermine et frangé d’or, couronné d’un bonnet de prince. Devise : « Nec Aspera Terrent ».